# 平安乡 (奉节县)
平安乡，是中华人民共和国重庆市奉节县下辖的一个乡镇级行政单位。

## 行政区划
平安乡下辖以下地区：
天台村、安子村、文昌村、林口村、平安村、桃树村、长坪村、向子村、茨竹村、和平村、射淌村和双店村。